# Lubuge
Lubuge (kinesiska: 鲁布革, 鲁布革镇) är en köping i Kina. Den ligger i provinsen Guizhou, i den sydvästra delen av landet, omkring 290 kilometer sydväst om provinshuvudstaden Guiyang.